# FN Tricar

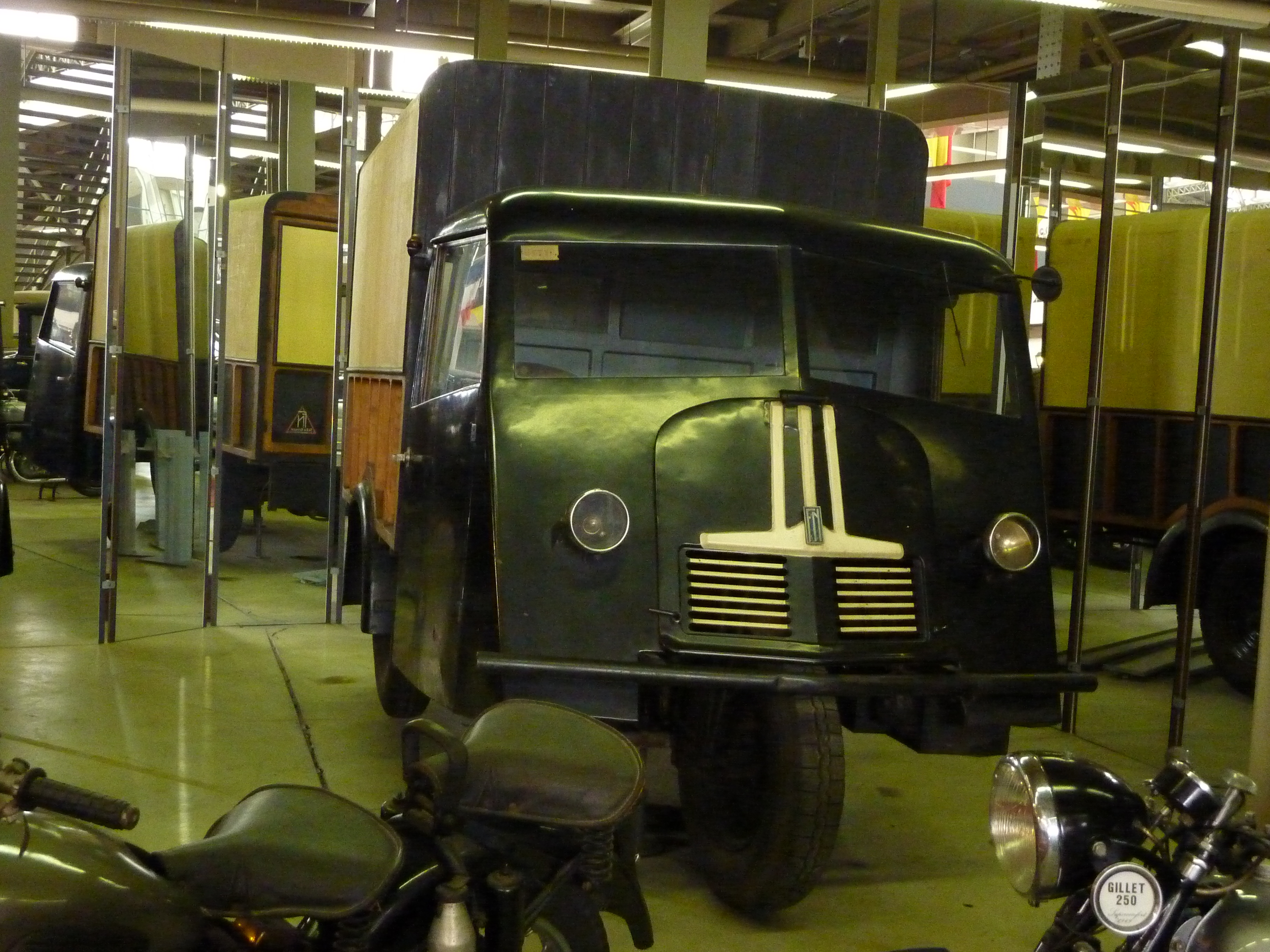
FN Tricar 1947

La FN Tricar era una motocicleta militar de origen belga .
Introducido en 1939, el FN ( Fabrique Nationale ) Tricar T3 fue bien recibido por el ejército belga (sólo tres Tricars parecen haber sido exportados a América del Sur y las Indias Orientales Neerlandesas) . Alrededor de 331 unidades fueron ordenadas y parcialmente entregados antes de mayo 1940 .
Básicamente el Tricar podía llevar una carga de 550 kg o cinco soldados incluido el conductor. El vehículo se derivó de la combinación de motocicleta/sidecar FN M12.
Existían varias versiones de la Tricar, desde Utilidad / Personal / Munición portadora / Reparación ( Atelier móvil de depannage moto / mecanicien d' escadron ) y también portadores de ametralladoras (Vickers) en servicio, por ejemplo, la bicicleta Carbiniers ( Carabiniers - Cyclistes ). Verdaderamente una de usos múltiples y un diseño resistente, las posibilidades de conversión de la Tricar eran enormes. Había incluso un prototipo blindado. Sí FN operaba una lucha contra el fuego Tricar para su propio firebrigade fábrica.
A otros ochenta y ocho Tricars fueron ordenados con FN en febrero de 1940 (para entrega en julio de ese año) . Estos fueron para montar una FN- Hotchkiss 13,2 mm ametralladora antiaérea pesada. Por desgracia para el ejército belga , estos vehículos de combate altamente utilizables no pudieron ser entregados a tiempo.
- Issue 20 Véhicules Militaires International, C. Gillet
- https://web.archive.org/web/20160413131432/http://www.appeldephare.com/motos/mmb1.html
- https://web.archive.org/web/20091015095146/http://www.vccsturm.com/detail.php?jmeno=fn_12_tricar

- Datos: Q18574305
- Multimedia: FN Tricar / Q18574305